# カッカモ
カッカモ（イタリア語: Caccamo, シチリア語: Càccamu）は、イタリア共和国シチリア自治州パレルモ県にある、人口約8,100人の基礎自治体（コムーネ）。

## 地理

### 位置・広がり
パレルモ県中部のコムーネ。テルミニ・イメレーゼから南南西へ6km、州都・県都パレルモから南東へ34kmの距離にある。

#### 隣接コムーネ

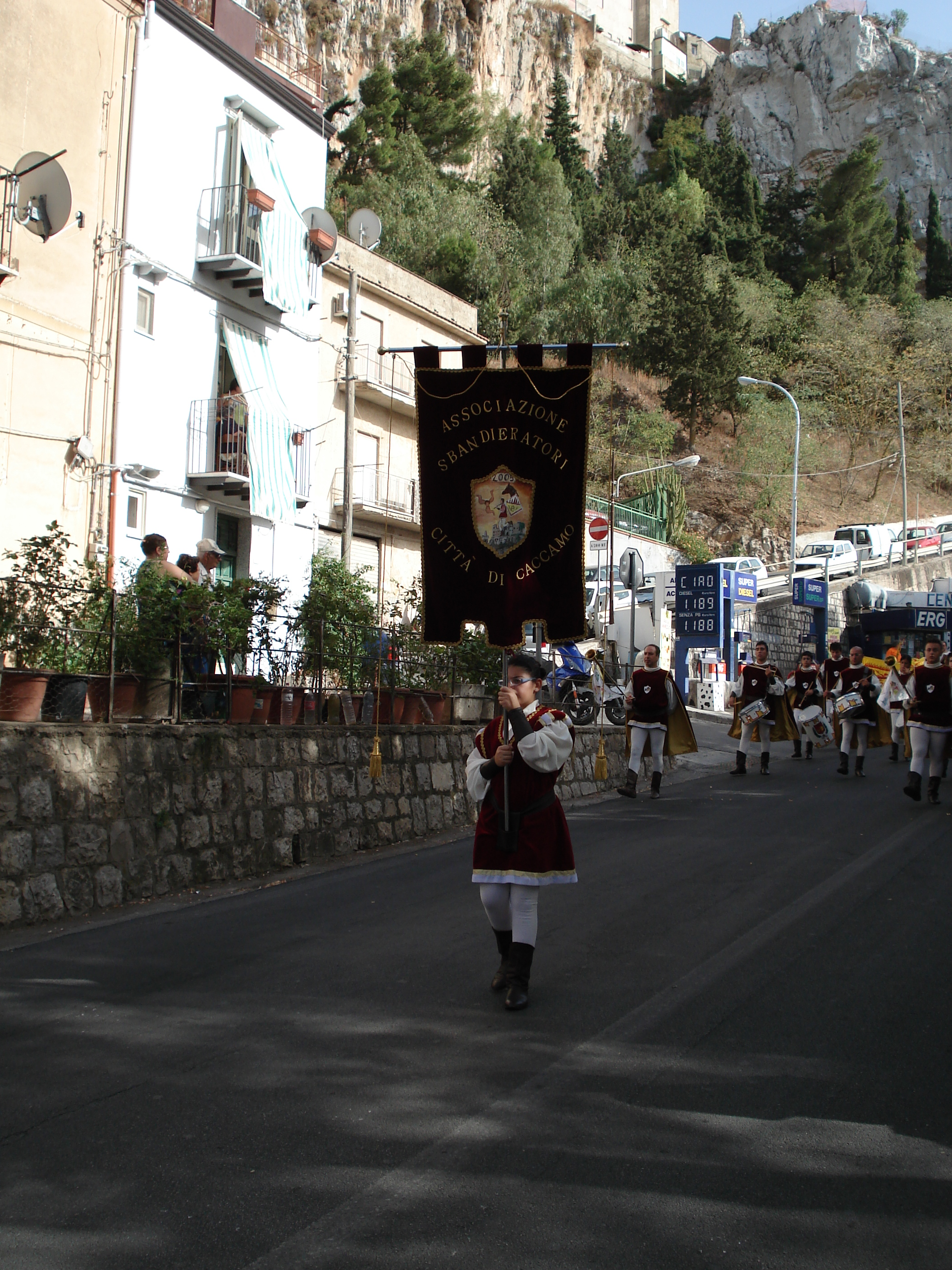
カッカモ城への入口近くで行われたthe Festa del Patrono

隣接するコムーネは以下の通り。
- アーリア
- アリミヌーザ
- バウチーナ
- カステルダッチャ
- チミンナ
- モンテマッジョーレ・ベルシート
- ロッカパルンバ
- シャーラ
- スクラーファニ・バーニ
- テルミニ・イメレーゼ
- トラビーア
- ヴェンティミーリア・ディ・シチーリア
- ヴィーカリ

## 人物

### 著名な出身者
- カルロ・ガンビーノ - マフィアのボス